# Ковіньки
Кові́ньки, у ковіньки, пасти свинку, сви́нка, булка — традиційна старовинна українська хлоп'яча забава, гра, схожа водночас на хокей і гольф.

## Приладдя для гри
- Ковінька — палиця із загнутим кінцем, подібна до хокейної ключки. Її виготовляють із кривої гілки груші чи яблуні довільної довжини й припасовують до зросту гравця.
- Опука (м'яч) виготовляють з кульки вільшини, що росте при корені на стовбурі. Деревину слід прооліфити та пофарбувати в яскравий колір водовідштовхувальною фарбою.

У деяких варіантах гри використовували свинку — кісточку зі свинячого хребця. Утім, існує інше пояснення терміна «свинка» — це слово походить від ранішої форми *звинка і первісно означало «зкачаний („звинутий“) з вовни м'яч».
- Цур — відповідник воріт у грі — товстий дерев'яний кілок, який всаджують у землю чи сніг або вморожують у лід.

## Історія та різновиди
Історію та основи гри наводить А.Терещенко у своїй статті в журналі «Живая старина» (40-ві роки XIХ ст.)
«…Ніхто вже не пригадає нині, коли з'явился в Україні ця гра. Достеменно відомо, що ще за часів гетьмана Хмельницького у великому пошанівку в українських хлопчаків була гра „ковіньки“ (у перекладі російською „клюшки“). Улітку грали на лузі, чи просто на вигоні, де випасали худобу; узимку — на вулиці. У дернину чи сніг всаджували товстий кілок, озброювались кривими палицями-ковіньками й до смерку ганяли опуку — невеличку дерев'яну цурку...»

Про існування гри ще за княжих часів свідчать дані археологічних розкопок у Звенигороді, під час яких серед дитячих іграшок були знайдені кулі для гри у «свинку».
Микола Гоголь описує інакший варіант гри:
«На втрамбованій та твердій землі стають у коло; кожний перед собою має ямку, в яку тицяє кінцем палиці. Посеред кола трохи більша ямка, до якої той, хто перебуває за колом гонить теж палицею опуку. Ті, хто стоять колом, намагаються не пустити опуку до ямки, що посередині. Але, відбиваючи його палицею, кожний повинен зараз же ткнути її у власну ямку, бо той, хто пасе свинку (гонить опуку), заволодіє місцем, ставлячи у вільну ямку свою палицю, а хто проґавив, — гонитиме свинку замість нього»

## Правила гри[5]
Завдання гри — торкнутися опукою цура, або ж, в інших варіантах гри — закотити до ямки, чи загилити за обрій — протилежну лінію поля суперника.
Грають у ковіньки дві команди, з однаковою кількістю гравців у кожній. Число гравців у команді — за домовленістю, від двох до десяти.
Улітку змагаються на траві чи добре втрамбованому ґрунті, на майданчику завдовжки не менш як 20 м та завширшки 5-7 м. (на твердому покритті грати потрібно в захисному спорядженні).
У ковіньках воріт немає. Замість них використовують цур — всаджений чи вморожений товстий кілок, неподалік від найдальшого краю майданчика.
Завдання гравців — улучити в цура опукою.
За жеребом одна з команд починає гнати опуку до цура, а інша, довільно розпорошившись по майданчику, обороняє підступи до нього.
Завдання команди оборонців — завадити команді нападників поцілити в ціль. Варто лиш нападнику торкнутися опукою цура — гру припиняють, атакуюча команда здобуває очко й лаштується вже в обороні.
Грають на час, або до певної кількості очок.
У грі в ковінки, як і в сучасному хокеї, дозволено жорстку силову боротьбу із супротивником, але при цьому заборонено: підніжки, удари по руках, штовхання в спину та гру високо піднятою ковінькою.
У ковіньках немає бортів, тому коли опука виходить за межі майданчика, суддя зупиняє гру і вводить опуку з місця порушення.